# لیتهام سنت آنس
latitudeلیتهام سنت آنسlongitudeلیتهام سنت آنس
لیتهام سنت آنس (به انگلیسی: Lytham St Annes) یک شهرک در بریتانیا است که در انگلستان واقع شده‌است.

## خصوصیات
لیتهام سنت آنس ۴۱٬۳۲۷ نفر جمعیت دارد.

## خواهرخوانده
شهر ورنه خواهرخواندهٔ لیتهام سنت آنس هست.